# Церковь Святого Пантелеимона (Ессентуки)
Церковь Святого Пантелеимона в городе Ессентуки Ставропольского края — приходская церковь Ессентукского благочиннического округа Пятигорской и Черкесской епархии Русской православной церкви Московского патриархата.
Престольный день: 9 августа.

## Историческая справка
Проект церкви Святого Пантелеимона в 1886 году был заказан обществом архитектору Пономарёву. Первое упоминание в документах о строительстве церкви появляется в декабре 1886 года, когда начальник Терской области А. М. Смекалов дал предварительное разрешение о постройке на Качельном кургане нового храма.
В 1887 году проект и план будущей церкви были выставлены для обозрения в галерее источника № 17. Где была оставлена также кружка для сбора добровольных пожертвований на строительство храма и готовилась торжественная закладка. Закладка храма и освещение места состоялось 27 июля 1888 года. В 1892 году было начато строительство храма.
Строительство проходило под руководством владыки Владимира, епископа Владикавказского. Председателем строительного комитета был купец Герасим Кириллович Безпалов, наблюдал за строительством инженер Терской области Михаил Адамович Суршневич. В 1897 году был также составлен проект ограды вокруг церкви, выполненный архитектором Павловым.
В 1898 году строительство было завершено. Храм был освящён в честь Святого Великомученика и Целителя Пантелеимона владыкой Матфеем, епископом Ставропольским и Екатеринодарским.
При церкви имелись церковная и народная библиотеки, архив, церковно-приходская и воскресная школы, четырёхклассное церковно-приходское училище. В 1913 году в ограде церкви была построена часовня в честь преподобного Михаила Малеина, в память 300-летия царствования династии Романовых. В часовне совершались в основном панихиды, а в день памяти преподобного Михаила Малеина (25 июля) совершался молебен.
С приходом советской власти в 1932 году храм был закрыт. После закрытия его помещения использовались под склад, а в 1935 году начался снос храмовых построек.
В 1991 году приход принял решение восстановить храм. В 1992 году началось строительство основного здания. Финансирование осуществлялось в основном за счет пожертвований. 27 октября 1998 года владыка Гедеон, митрополит Ставропольский и Бакинский отслужил молебен, в строящейся Пантелеймоновской церкви. В настоящее время строительство храма продолжается.

## Внешнее и внутреннее убранство

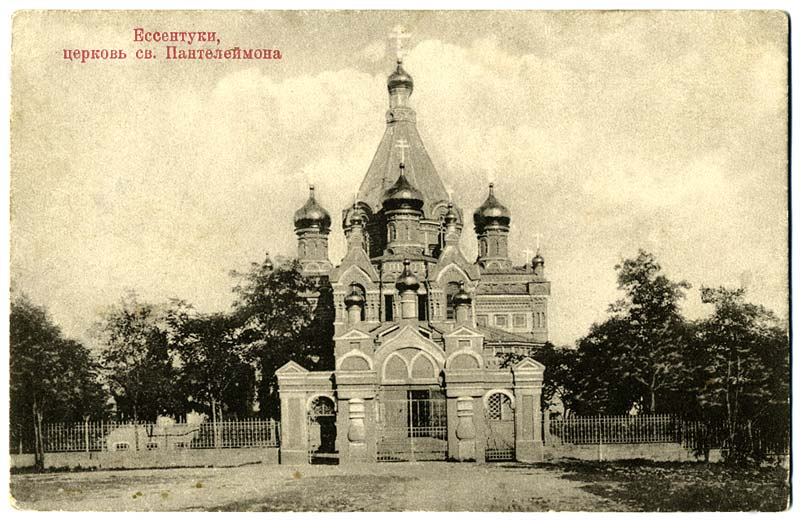
Открытка с изображением церкви. 1910 год

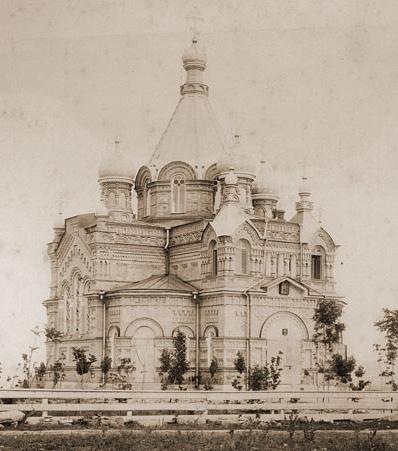
Фотография церкви. 1915 год

Первая трёхпрестольная церковь, построенная в 1896 году, была пятиглавой, построена в русско-византийском стиле. Ныне продолжается восстановление некогда разрушенного храма.

## Святыни
- Частица мощей преподобного Серафима Саровского

## Клир
- Протоиерей Анатолий Лобков (почетный настоятель)
- Иерей Михаил Журавлев (настоятель).

## Адрес
357600 Ставропольский край, город Ессентуки, улица Анджиевского, 2. Телефон 6-24-00. Факс 6-00-25